# والتر لینی
والتر لینی (انگلیسی: Walter Lini؛ ۱۹۴۲ – ۲۱ فوریه ۱۹۹۹) سیاست‌مدار اهل وانواتو بود. وی از ۳۰ ژوئیه ۱۹۸۰ تا ۶ سپتامبر ۱۹۹۱ به عنوان اولین نخست‌وزیر این کشور خدمت نمود.
والتر لینی در ۲۱ فوریه ۱۹۹۹، در سن ۵۷ سالگی درگذشت.